# Olias of Sunhillow
Olias of Sunhillow (с англ. — «Олайас из Санхиллоу») — дебютный сольный студийный альбом британского музыканта Джона Андерсона, вокалиста группы Yes, выпущенный в 1976 году лейблом Atlantic Records.
Olias of Sunhillow — концептуальный альбом, рассказывает историю инопланетной расы и её путешествия в новый мир из-за катастрофы на родной планете. Основой сюжета альбома стала обложка альбома Yes 1972 года Fragile, выполненная художником Роджером Дином. На обложке изображена крошечная планета, разламывающаяся пополам, и планер, улетающий в космос. Также, по словам Андерсона, источником вдохновения послужила книга Веры Стейнли Олдер «Зарождение Мира».
Обложку альбома разрабатывал художник Дэвид Роу.
Диск занял 47-е место в американском чарте Billboard 200.

## Список композиций
Сторона А
1. «Ocean Song» — 3:05
2. «Meeting (Garden of Geda) / Sound Out the Galleon» — 3:34
3. «Dance of Ranyart / Olias (To Build the Moorglade)» — 4:19
4. «QoQuaQ Ën Transic / Naon / Transic Tö» — 7:08
5. «Flight of the Moorglade» — 3:24

Сторона Б
1. «Solid Space» — 5:21
2. «Moon Ra / Chords / Song of Search» — 12:48
3. «To the Runner» — 4:29